# Nina Baldytsjeva
Nina Viktorovna Baldytsjeva (Russisch: Нина Викторовна Балдычева) (Travino, Oblast Pskov, 18 juli 1947 - Sint-Petersburg, 27 januari 2019), geboren als Nina Viktorovna Fjodorova was een Russisch langlaufster. 

## Carrière
Baldytsjeva maakte haar internationale debuut tijdens de wereldkampioenschappen van 1970 met de bronzen medaille op de vijf kilometer en de estafette. Baldytsjeva prolongeerde in 1974 haar wereldtitel op de  estafette. Tijdens de Olympische Winterspelen 1976 won Baldytsjeva de gouden medaille op de estafette en de bronzen medaille op de vijf kilometer. Vier jaar tijdens de Olympische Winterspelen van 1980 in het Amerikaanse Lake Placid won Baldytsjeva de zilveren medaille op de estafette.

## Belangrijkste resultaten

### Olympische Winterspelen
| Editie | Plaats      | Resultaten                     |
| ------ | ----------- | ------------------------------ |
| 1972   | Sapporo     | 10e 5 km                       |
| 1976   | Innsbruck   | 5 km · 4e 10 km · estafette    |
| 1980   | Lake Placid | 5e 5 km · 6e 10 km · estafette |

### Wereldkampioenschappen langlaufen
| Jaar | Plaats       | Resultaten                     |
| ---- | ------------ | ------------------------------ |
| 1970 | Vysoké Tatry | 5 km · estafette               |
| 1972 | Sapporo      | 10e 5 km                       |
| 1974 | Falun        | 5e 5 km · estafette            |
| 1976 | Innsbruck    | 5 km · 4e 10 km · estafette    |
| 1980 | Lake Placid  | 5e 5 km · 6e 10 km · estafette |